# Kamouraska (municipalité)
Pour les articles homonymes, voir Kamouraska.
Kamouraska est une municipalité canadienne du Québec d'environ 700 habitants. Elle est située plus précisément dans la MRC de Kamouraska, dans la région du Bas-Saint-Laurent, sur la rive sud du fleuve Saint-Laurent.
L'endroit est reconnu comme étant un important lieu de villégiature au Canada dès le début du XIXe siècle pour la splendeur de ses paysages et la bonne réputation des eaux salées de l'estuaire du fleuve Saint-Laurent. En effet, en 1813, l'arpenteur Joseph Bouchette déclare que la région est « célèbre dans la province pour son climat sain ». Le journaliste Arthur Buies déclare que d'« aller à l'eau salée veut dire aller à Kamouraska ». En 2009, la beauté de son site ainsi que la qualité de son patrimoine bâti lui ont permis de devenir un des premiers villages à faire partie de l'Association des plus beaux villages du Québec.

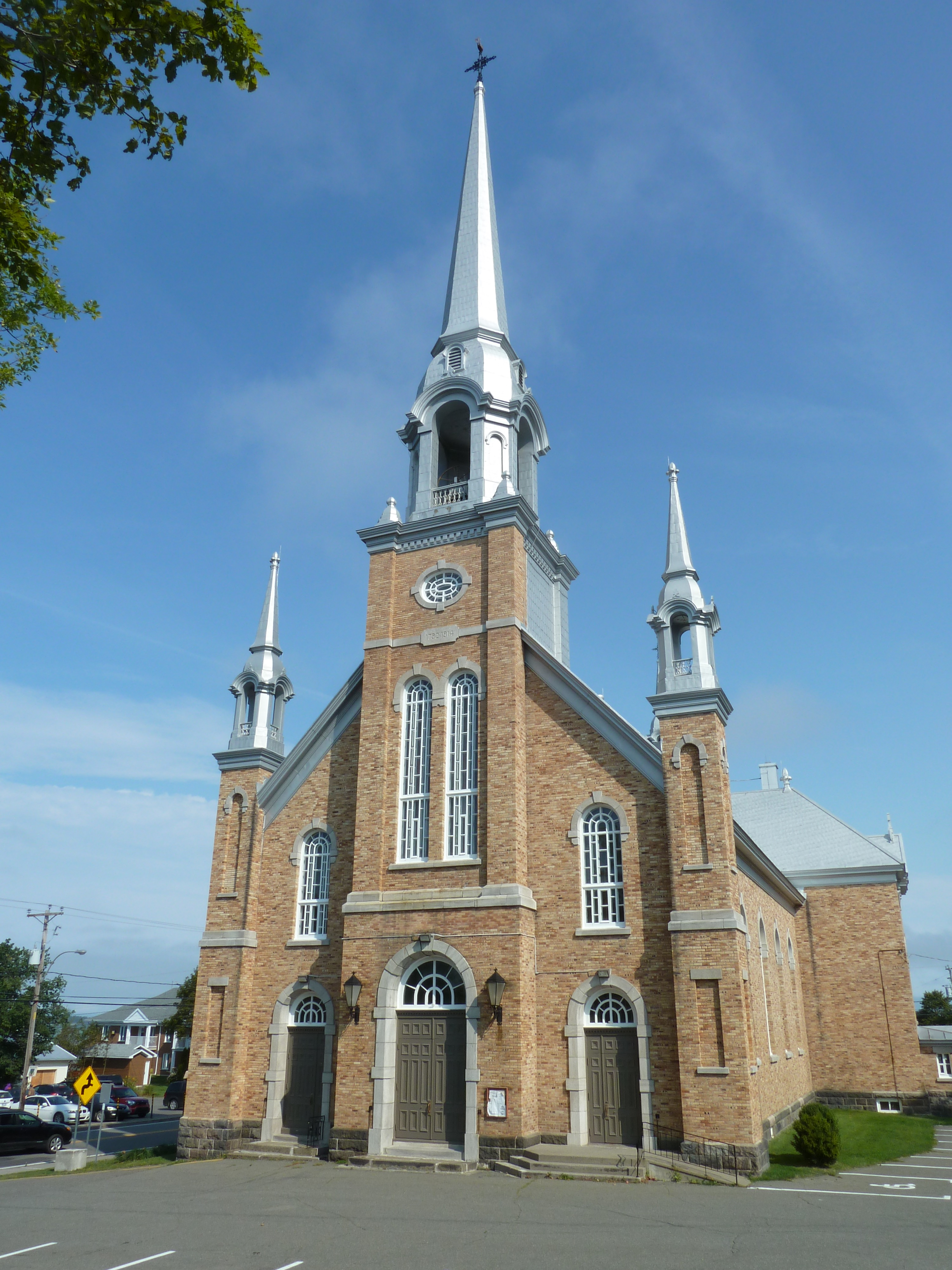
Église Saint-Louis de Kamouraska

## Toponymie

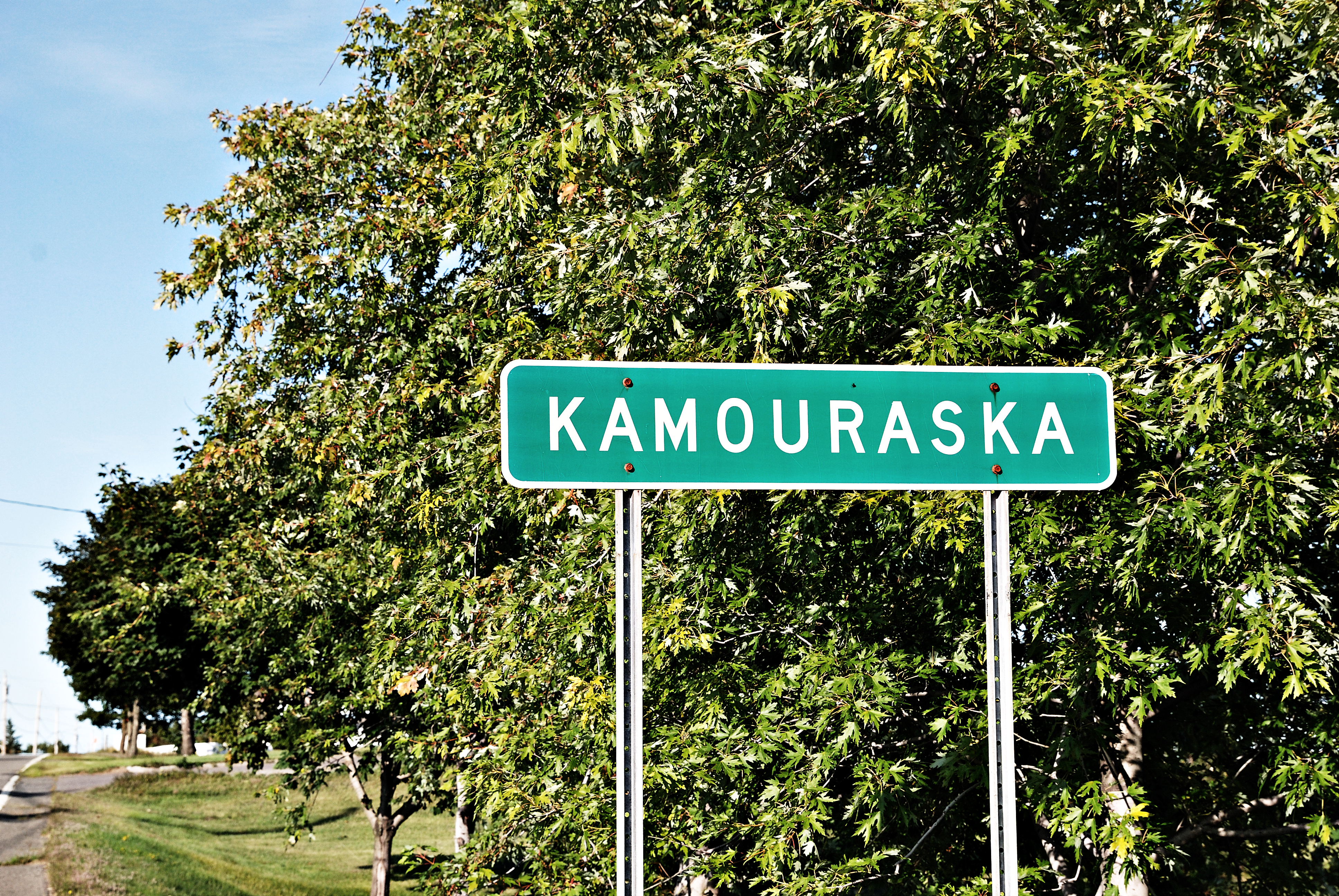
Affiche de Kamouraska

La municipalité de Kamouraska est le résultat de la fusion, en 1987, des municipalités du village de Kamouraska et de celle de Saint-Louis-de-Kamouraska. Le choix de « Saint-Louis » a probablement été fait pour honorer Louis Aubert du Forillon, seigneur de Kamouraska de 1700 à 1713. Le toponyme de « Kamouraska » remonte à la création de la seigneurie homonyme au XVIIe siècle et emprunte le nom de la rivière Kamouraska qui la traverse. La forme plurielle « des Kamouraskas » était souvent utilisée probablement parce que le secteur ouest de la seigneurie était désigné sous le nom de Petit Kamouraska alors que le secteur situé à l'est était connu sous le nom de Grand Kamouraska. Plusieurs graphies ont été observées dont « Camouraska », « Cap Mouraska », "Cap Morasca" et « Kamourascheka ». Ce toponyme provient de l'algonquien akamaraska qui signifie « il y a du jonc au bord de l'eau » de akân qui signifie « au bord de l'eau » et de ayashaw pour « jonc ». Une autre théorie est que le toponyme serait d'origine micmaque de kamoo pour « étendue » et de askaw pour « foin » ou « jonc ».
Les gentilés sont nommés Kamouraskois et Kamouraskoises.

## Histoire
La seigneurie de Kamouraska est concédée à Olivier Morel, sieur de La Durantaye, en 1674. La mission catholique de Saint-Louis-de-Kamouraska est fondée en 1709. Elle devient une paroisse en 1714, mais ses limites sont fixées en 1722. Elle est la paroisse située la plus à l'est sur la rive sud du fleuve Saint-Laurent jusqu'en 1791. Le bureau de poste de Kamouraska est établi en 1816. La municipalité de paroisse de Saint-Louis-de-Kamouraska est créée en 1845. La municipalité de village de Kamouraska est créée en 1858. En 1987, les deux municipalités fusionnent pour créer la municipalité de Kamouraska actuelle.

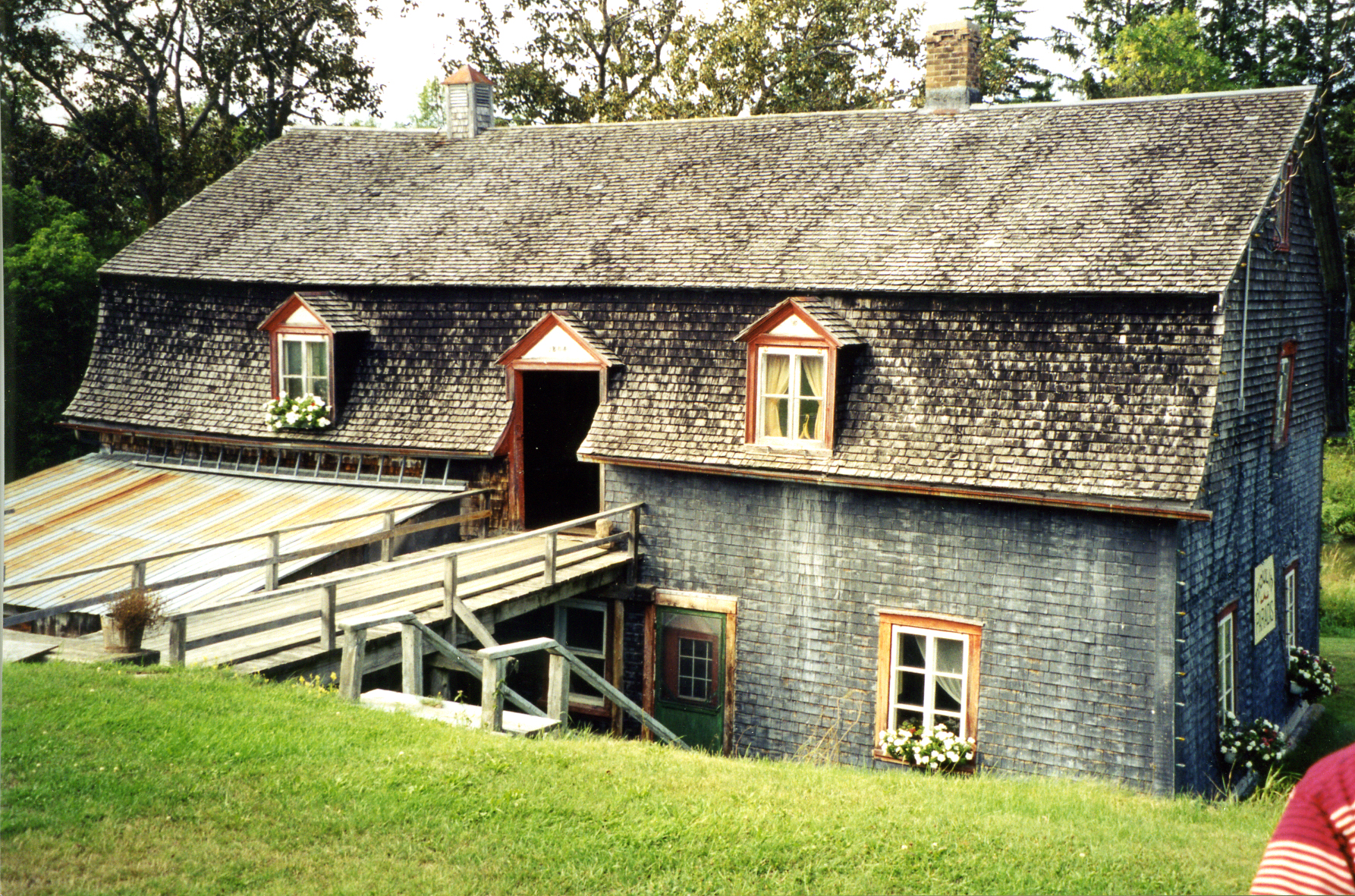
Le moulin Paradis construit en 1860
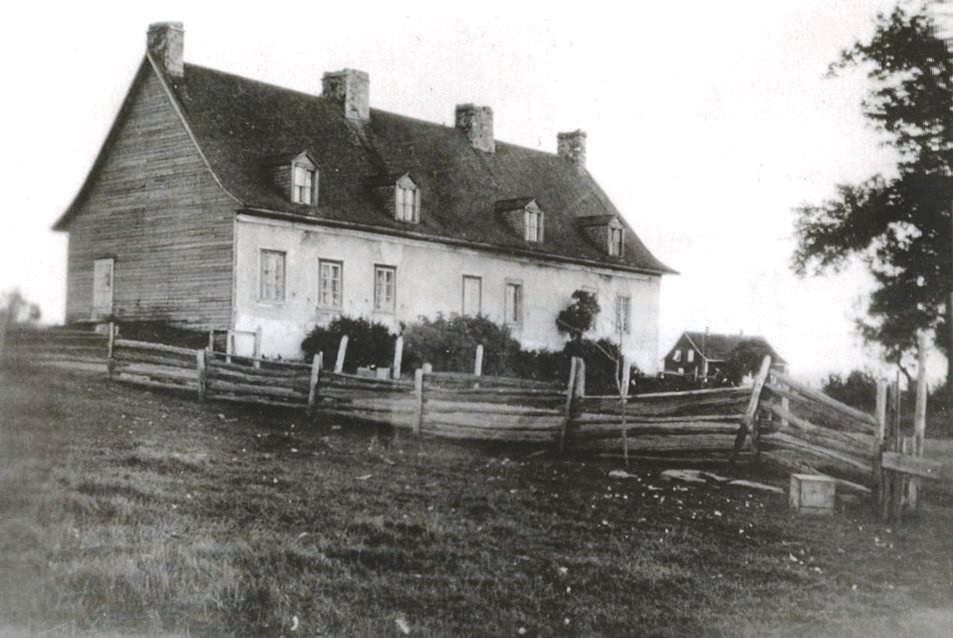
La maison Lebel-Langlais au 376, rang du Cap à Kamouraska vers 1920
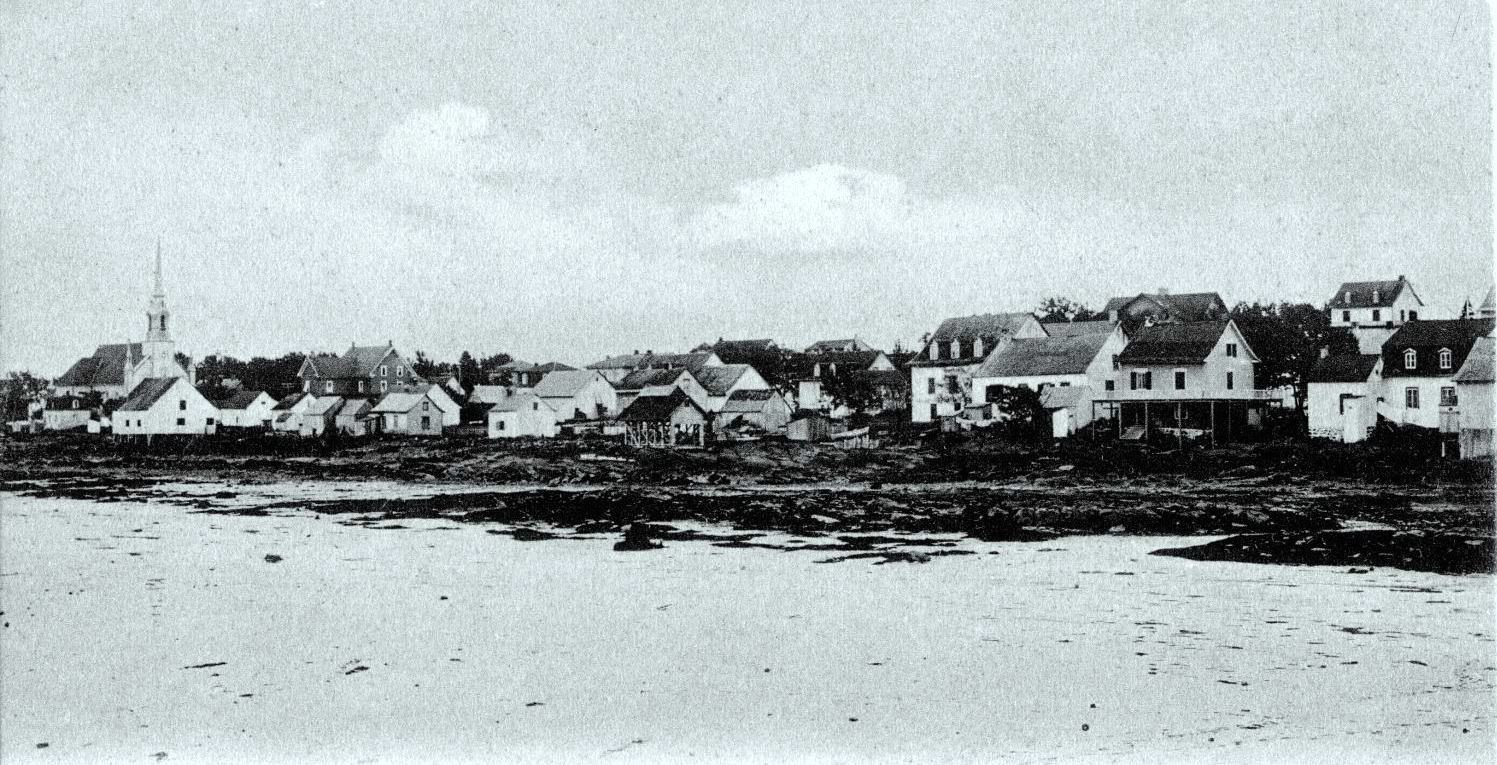
Le village de Kamouraska vu à partir du fleuve Saint-Laurent vers 1920

### Chronologie
- 1674 : Concession de la seigneurie de Kamouraska.
- 1694 : Installation des premiers colons.
- 1714 : Élection canonique de la paroisse de Saint-Louis de Kamouraska.
- 1759 : Les soldats britanniques débarquent à Kamouraska et entreprennent la destruction de la Côte-du-Sud. Ils marchent dans la campagne en mettant le feu à toutes les habitations qu'ils rencontrent, bâtiments et navires en pillant la région jusqu'au cap Saint-Ignace.
- 1785 : Par alliance, Pascal Taché devient le nouveau seigneur de Kamouraska. La seigneurie connaît alors un grand essor.
- 1827 : Fondation de la paroisse de Saint-Pascal à même la partie sud de la seigneurie.
- 1839 : Le petit-fils de Pascal, le seigneur Achille Taché, 26 ans, est assassiné par le Dr Georges Holmes. Éléonore d'Estimauville, son épouse, est soupçonnée de complicité sans en être formellement reconnue coupable. Éléonore d'Estimauville était la tante du célèbre pamphlétaire Arthur Buies. Ce drame servira de base au roman d'Anne Hébert, Kamouraska.
- 1845 : Fondation de la municipalité de paroisse de Saint-Louis-de-Kamouraska.
- 1849 : Kamouraska devient le chef-lieu d'un nouveau district judiciaire desservant l'ensemble du Bas-Saint-Laurent de La Pocatière jusqu'à Matane. Le gouvernement y établit un palais de justice et une prison. Juges, avocats, shérifs et notaires s'installent à Kamouraska qui ne cesse de progresser.
- 1858 : Fondation de la municipalité du village de Kamouraska.
- 1859 : Saint-Pascal, à six kilomètres au sud, est desservi par le chemin de fer et commence son développement commercial aux dépens de Kamouraska.
- 1883 : Le siège du district judiciaire est déménagé à Rivière-du-Loup qui est aussi desservi par le train.
- 1888 : Kamouraska se voit offrir un tribunal inférieur, la cour de circuit, et on y érige le bâtiment qu'on nomme aujourd'hui l'ancien palais de justice.
- 1913 : Kamouraska perd son titre de chef-lieu du comté au profit de Saint-Pascal. Le conseil de comté, le bureau d’enregistrement et la cour de circuit y sont déménagés.
- 1977 : Fondation du Musée de Kamouraska pour conserver et diffuser le patrimoine historique et ethnologique de Kamouraska et de sa région.
- 1987 : Fusion de Kamouraska et de Saint-Louis-de-Kamouraska.
- 1989 : Automatisation des cloches de l'église de Kamouraska par les frères Michaud.
- 1995 environ : Installation des infrastructures d'aqueduc et d'égout et réfection des rues dans le village.
- 1996 : Restauration de l'Ancien Palais de Justice qui devient à vocation historique et artistique, avec la présentation de pièces de théâtre et de concerts.

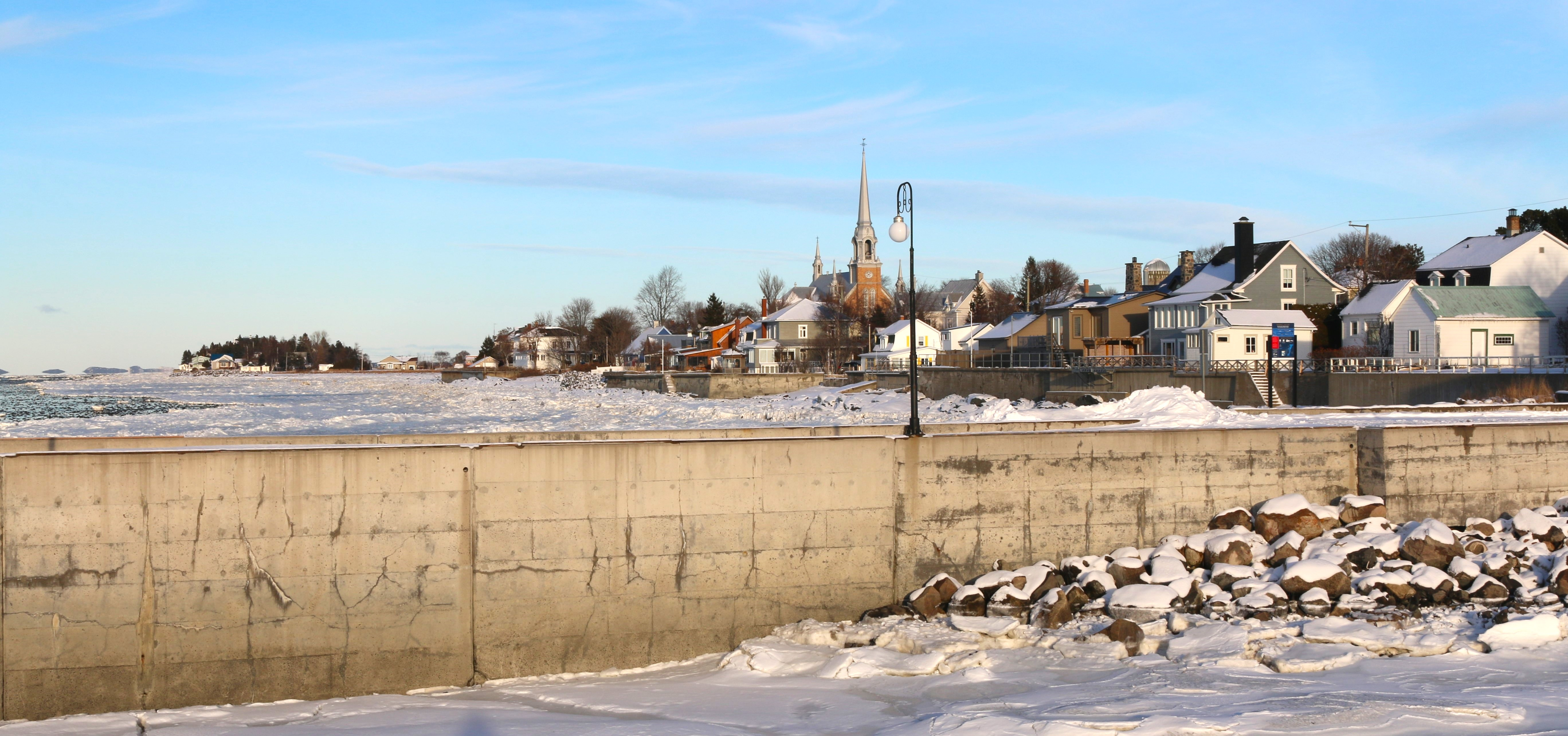
Vue de Kamouraska depuis le quai Miller, décembre 2024

- 2004 : Réfection du quai Miller.
- 2011 : L'Ancien Palais de Justice de Kamouraska est renommé en Centre d'Art de Kamouraska.

### Les aboiteaux
Une partie des riches terres agricoles de Kamouraska en bordure du fleuve St-Laurent ont été gagnées au XVIIIe siècle sur le fleuve au moyen de la construction d'aboiteaux. C'est un des rares endroits du Québec où l'on peut encore voir ce type de digue et ce principe de fonctionnement, toujours fonctionnels et entretenus actuellement.

## Héraldique
| Dieu, France et Marguerite |
| -------------------------- |

| L'écu de Kamouraska se blasonne ainsi : De sinople à 3 roseaux tigés feuilles d’or et fruités de sable au chef ondé cousu d’azur semé de fleurs de lys d’or. |

## Géographie
Kamouraska est située sur le versant sud du fleuve Saint-Laurent à 170 km au nord-est de Québec et à 530 km au sud-ouest de Gaspé. Les villes importantes près de Kamouraska sont La Pocatière à 30 km au sud-ouest et Rivière-du-Loup à 40 km au nord-est. Kamouraska est situé sur la route 132 entre Saint-Denis-de-la-Bouteillerie au sud-ouest et Saint-Germain-de-Kamouraska au nord-est. Le territoire de Kamouraska couvre une superficie de 40,81 km2.
La rivière Kamouraska traverse la municipalité du sud au nord. La rivière Goudron la traverse du sud-est vers le nord-est jusqu'à sa confluence avec la rivière Kamouraska au centre de la municipalité.

## Démographie
| 1996 | 2001 | 2006 | 2011 | 2016 | 2021 |
| ---- | ---- | ---- | ---- | ---- | ---- |
| 707  | 700  | 705  | 589  | 616  | 607  |

Selon Statistique Canada, la population de Kamouraska était de 705 habitants en 2006. La municipalité a connu un taux de croissance démographique de 0,7 % au cours des cinq dernières années par rapport à sa population de 700 habitants en 2001. L'âge médian de la population de Kamouraska est de 48 ans. Selon le recensement de 2021, la municipalité compte 607 habitants, soit une baisse de 1,5% par rapport à 2016.
Le nombre total de logements privés dans le village est de 404. Cependant, seulement 301 de ces logements sont occupés par des résidents permanents. La majorité des logements de Kamouraska sont des maisons individuelles.
Statistiques Canada ne recense aucun immigrant à Kamouraska. Toute la population de Kamouraska a le français comme langue maternelle ; 1,4 % a aussi l'anglais. 13 % de la population maitrise les deux langues officielles du Canada. Statistiques Canada ne recense aucun autochtone à Kamouraska.
Le taux de chômage dans la municipalité était de 8,8 % en 2006. Le revenu médian des Kamouraskois est de 21 449 $.
26,3 % de la population de 15 ans et plus de Kamouraska n'a aucun diplôme d'éducation. 39,8 % de cette population n'a que le diplôme d'études secondaires ou professionnelles. 10,2 % de cette population possède un diplôme de niveau universitaire. Tous les diplômés postsecondaires de Kamouraska ont effectué leurs études à l'intérieur du Canada. Le principal domaine d'études des Kamouraskois est « l'agriculture, les ressources naturelles et la conservation ».

## Culture
Un musée régional présente des expositions dans les anciennes salles de classe du couvent. On peut y parcourir ses trois étages en compagnie de guides costumés, dans diverses scènes de vie.

## Économie

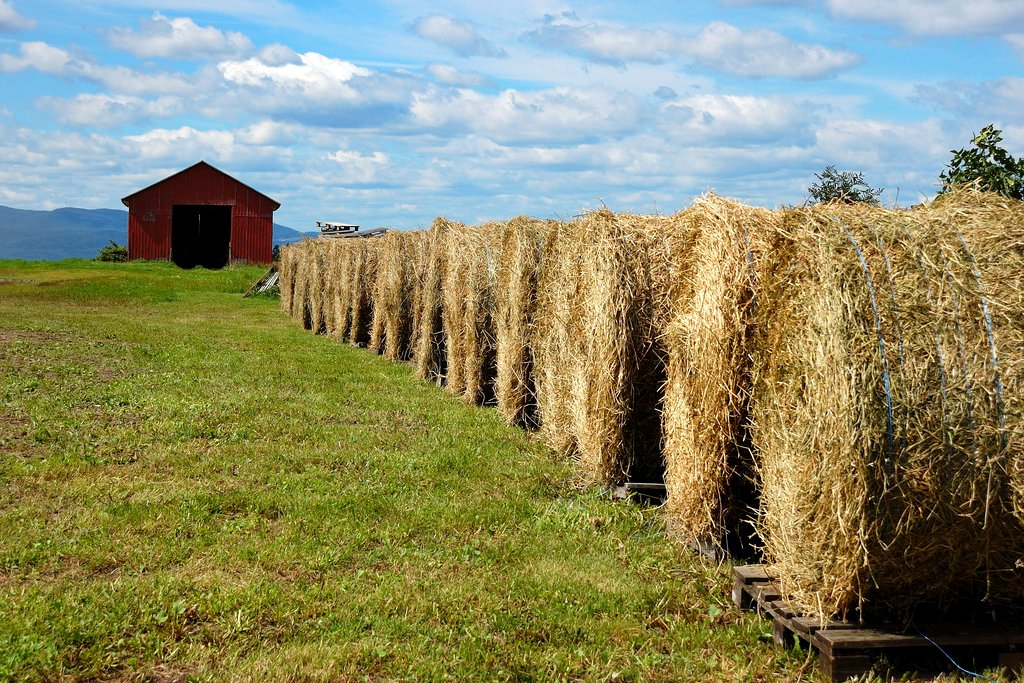
Ferme à Kamouraska

La population de 701 habitants vit surtout d'agriculture et de tourisme. Jadis, elle vécut aussi de la pêche à l'anguille, mais, depuis la construction de barrages hydroélectriques sur le fleuve Saint-Laurent dont la Centrale de Beauharnois, la population d'anguilles et l'économie s'y rattachant ont grandement chuté.

## Personnalités liées
- Amable Dionne, seigneur et homme politique
- Charles Chiniquy, prêtre catholique devenu pasteur protestant
- Henry George Carroll, homme politique
- Adolphe-Basile Routhier, juge et écrivain
- Marie-Louise Meilleur y est née.

- Anne Hébert situe dans cette ville son roman Kamouraska publié en 1970.
- Christian Bégin est co-propriétaire de la petite épicerie de quartier Le Jardin du Bedeau.

## Administration municipale
Le conseil municipal est composé d'un maire et de six conseillers qui sont élus en bloc à tous les quatre ans sans division territoriale.
| Mandat    | Fonction    | Nom               |
| --------- | ----------- | ----------------- |
| 2017-2021 | Maire       | Gilles A. Michaud |
| 2017-2021 | Conseillers |                   |
| 2017-2021 | #1          | Robert Lavoie     |
| 2017-2021 | #2          | Patrick Pelletier |
| 2017-2021 | #3          | Viviane Métivier  |
| 2017-2021 | #4          | Michel Dion       |
| 2017-2021 | #5          | Hervé Voyer       |
| 2017-2021 | #6          | Denis Robillard   |

| Kamouraska Maires depuis 2002                                                                                        |                     |         |          |
| Élection | Maire               | Qualité | Résultat |
| 2002 | Jean-Guy Charest    |         | Voir     |
| 2005 | Claude Langlais     |         | Voir     |
| 2009 | Claude Langlais     | Voir    |          |
| 2013 | Richard Préfontaine |         | Voir     |
| 2017 | Gilles A. Michaud   |         | Voir     |
| 2021 | Anik Cominboeuf     |         | Voir     |
| Élection partielle en italique Depuis 2005, les élections sont simultanées dans toutes les municipalités québécoises |                     |         |          |

De plus, Mychelle Lévesque est la directrice-générale et la secrétaire-trésorière de la municipalité.

## Tourisme

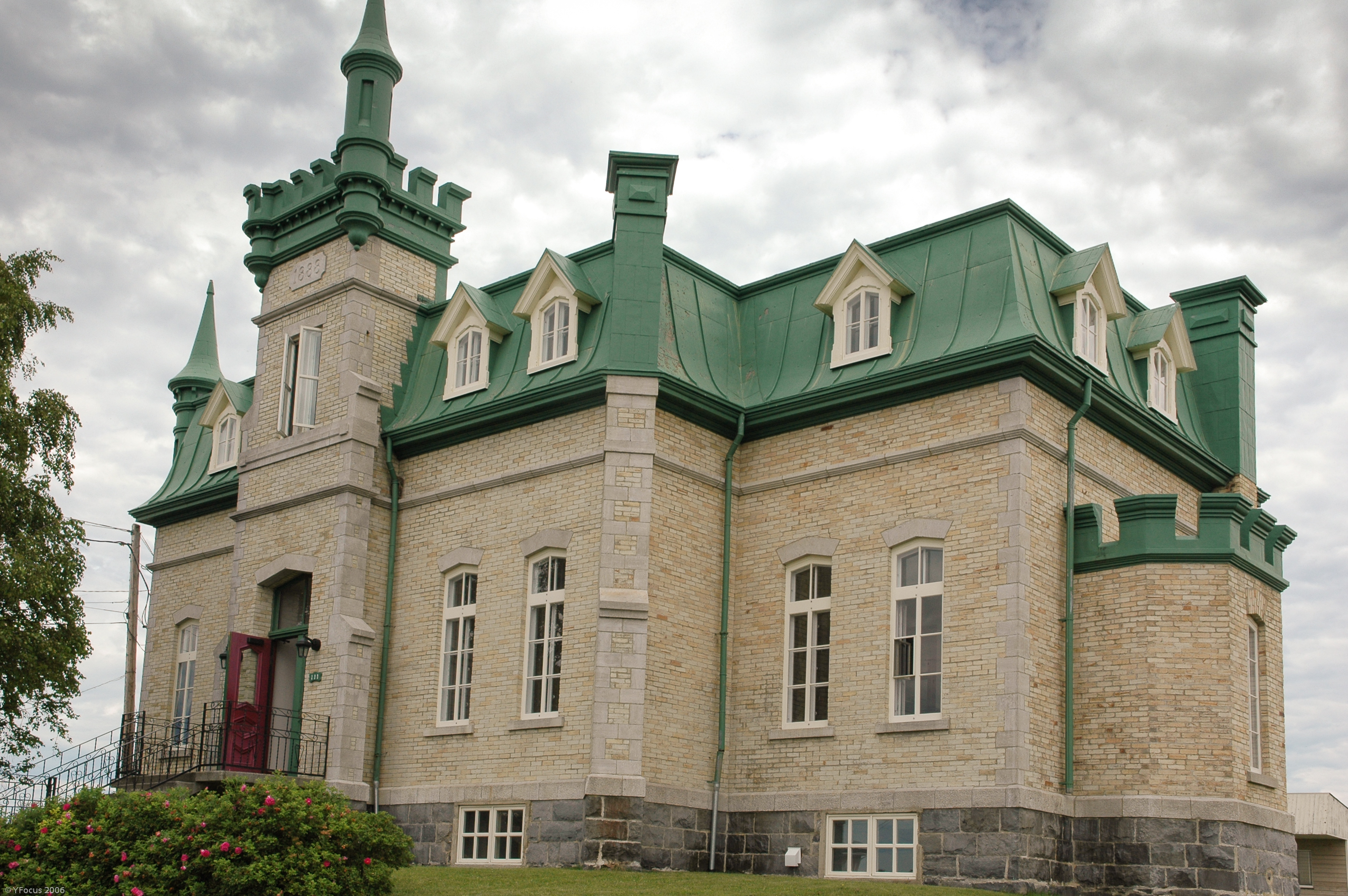

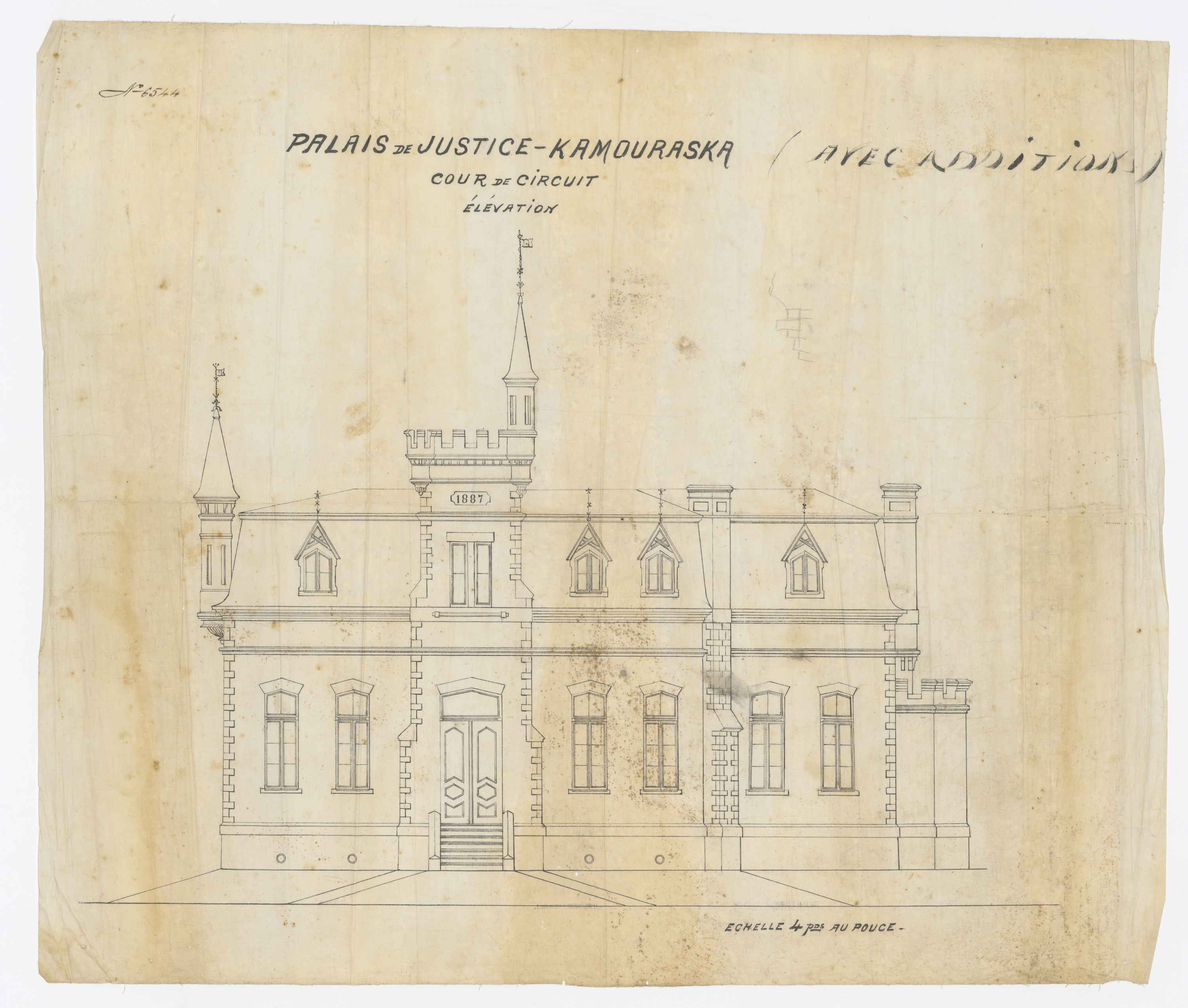
Dessin d'architecture (façade) de l'ancien Palais de Justice (1888)

Le Centre d'art est situé dans l'ancien palais de justice construit en 1888 sur le site de la maison Jean-Baptiste Taché. Cette maison avait été convertie en palais de justice et en prison avant d'être détruite dans un incendie en 1881. Son architecture s'inspire des styles Second Empire et Renaissance française. Le bâtiment a été construit par l'entrepreneur François Soucy. Les activités administratives et judiciaires sont transférées à Saint-Pascal en 1913. La municipalité cite le bâtiment « site du patrimoine » en 1992 et entreprend des travaux de restauration en 1996. Il devient le Centre d'Art de Kamouraska en 2011.

## Galerie de photographies

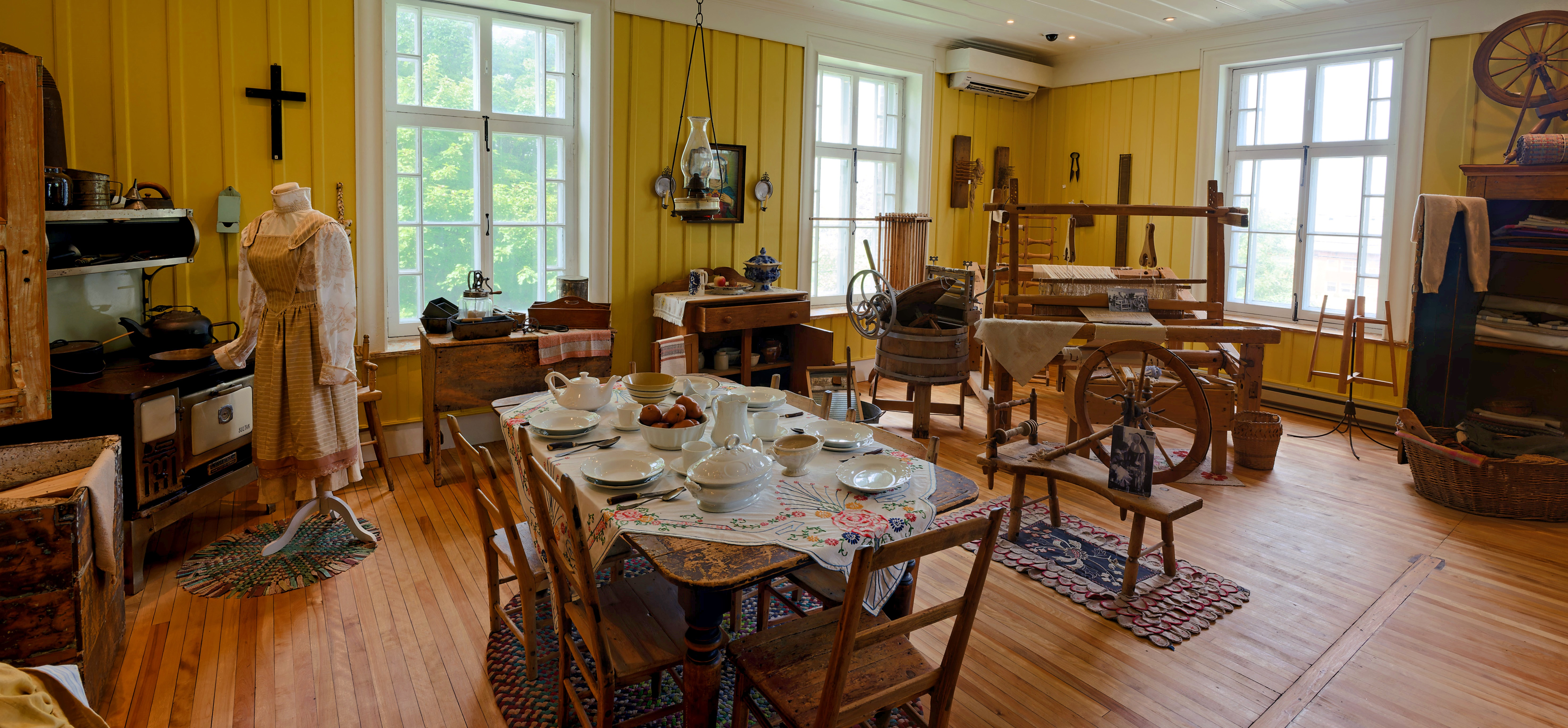
Cuisine et salle commune.
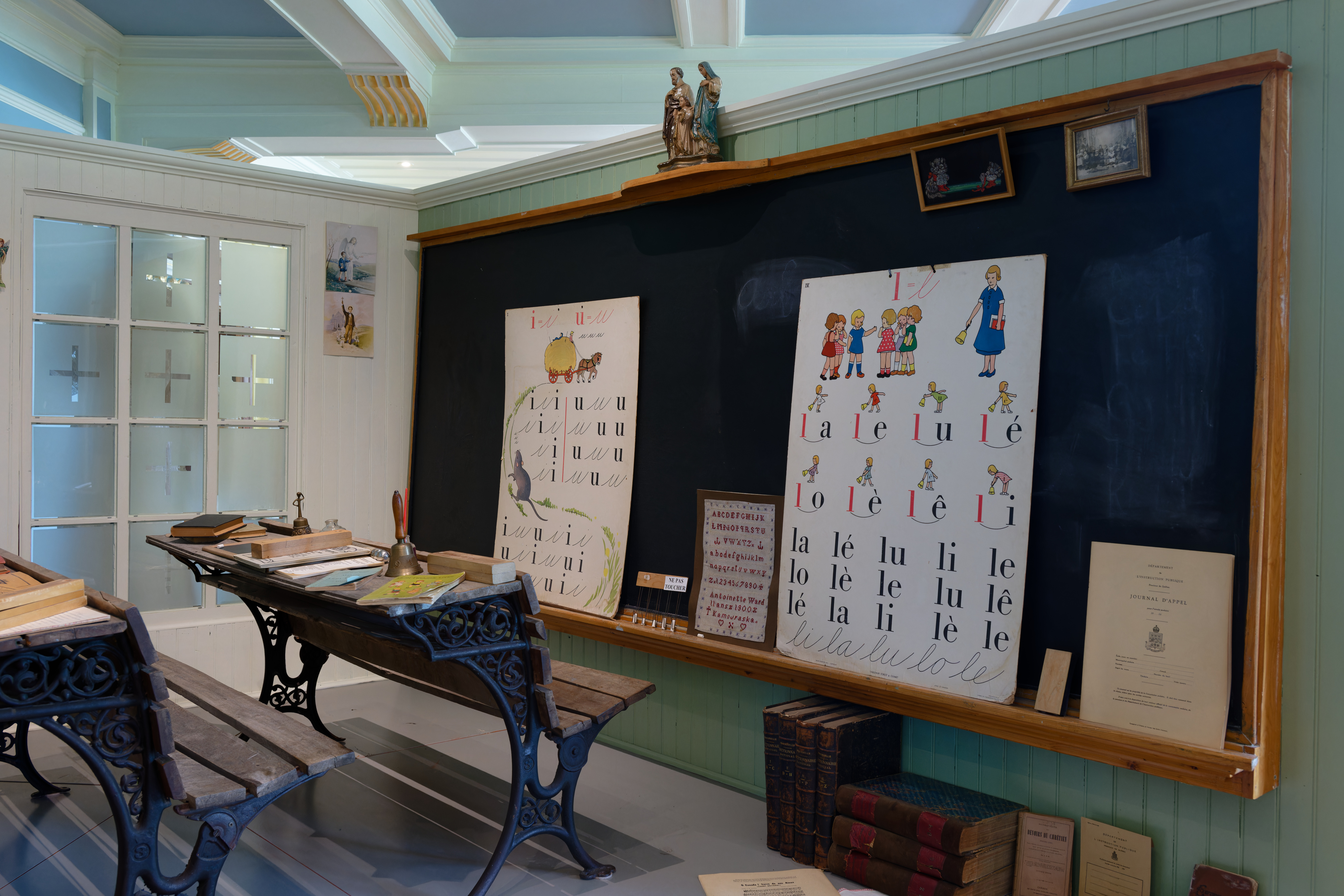
Salle de classe.
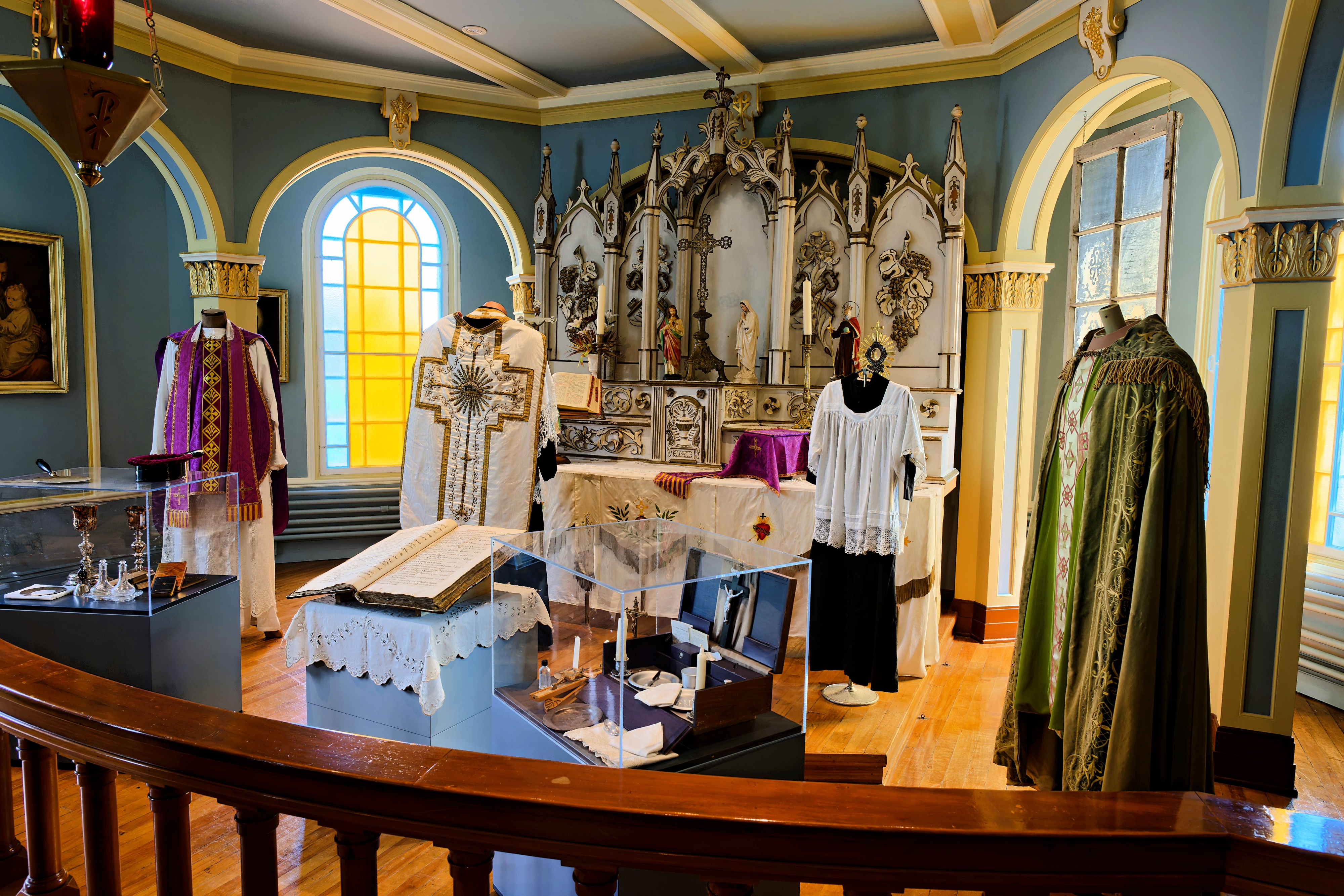
La chapelle.
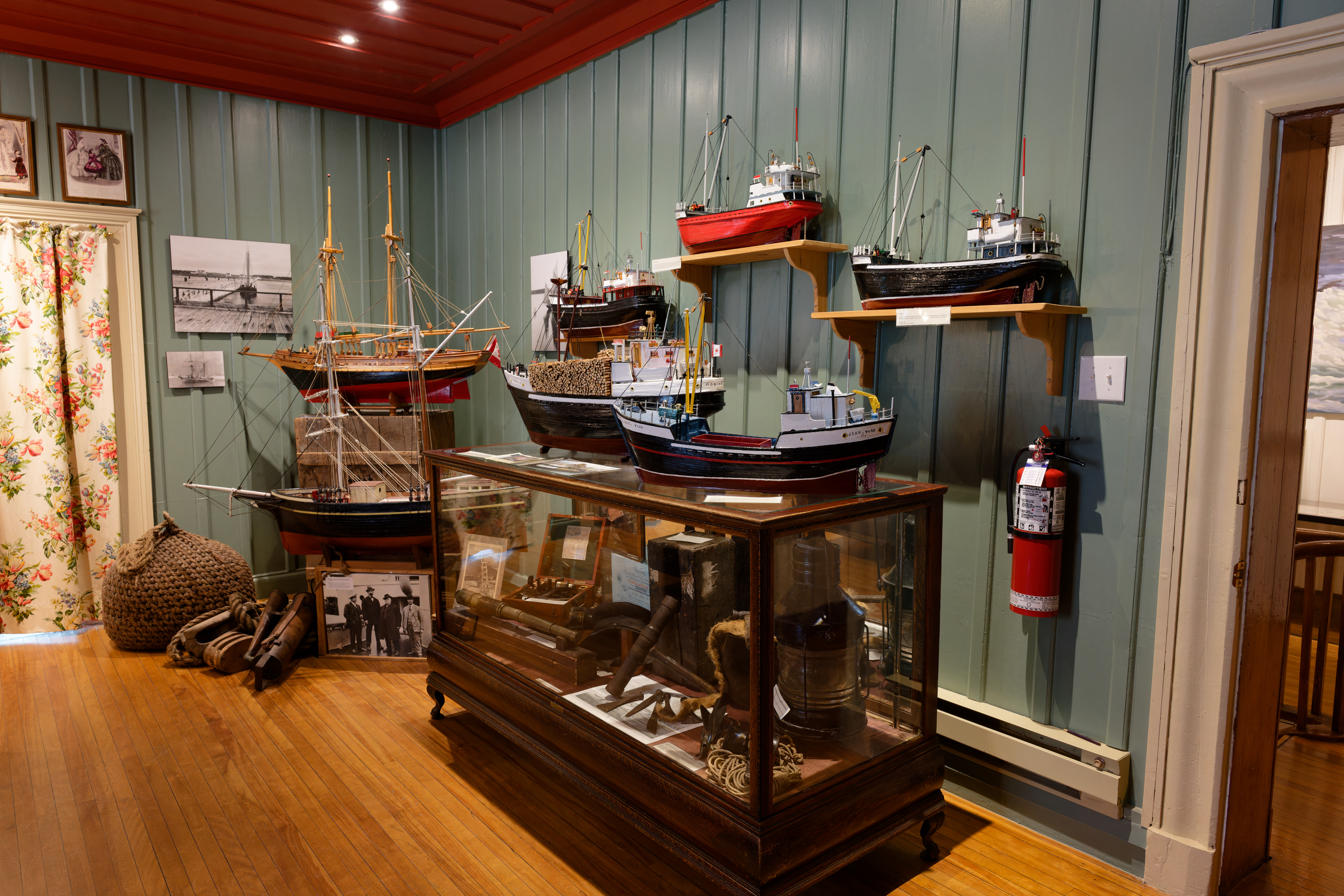
Maquettes de navires
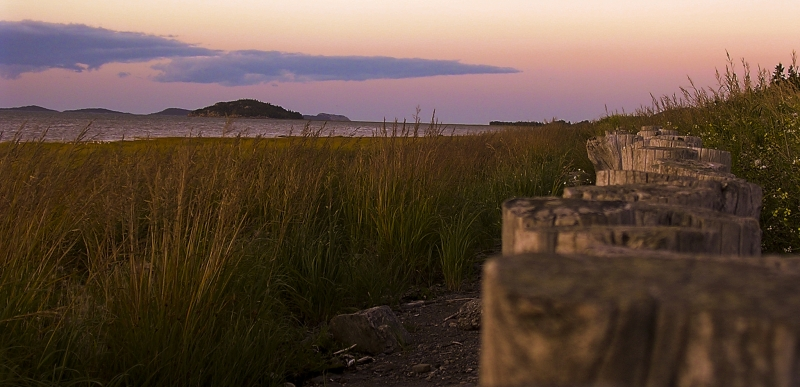
Vue des battures sur le fleuve Saint-Laurent.
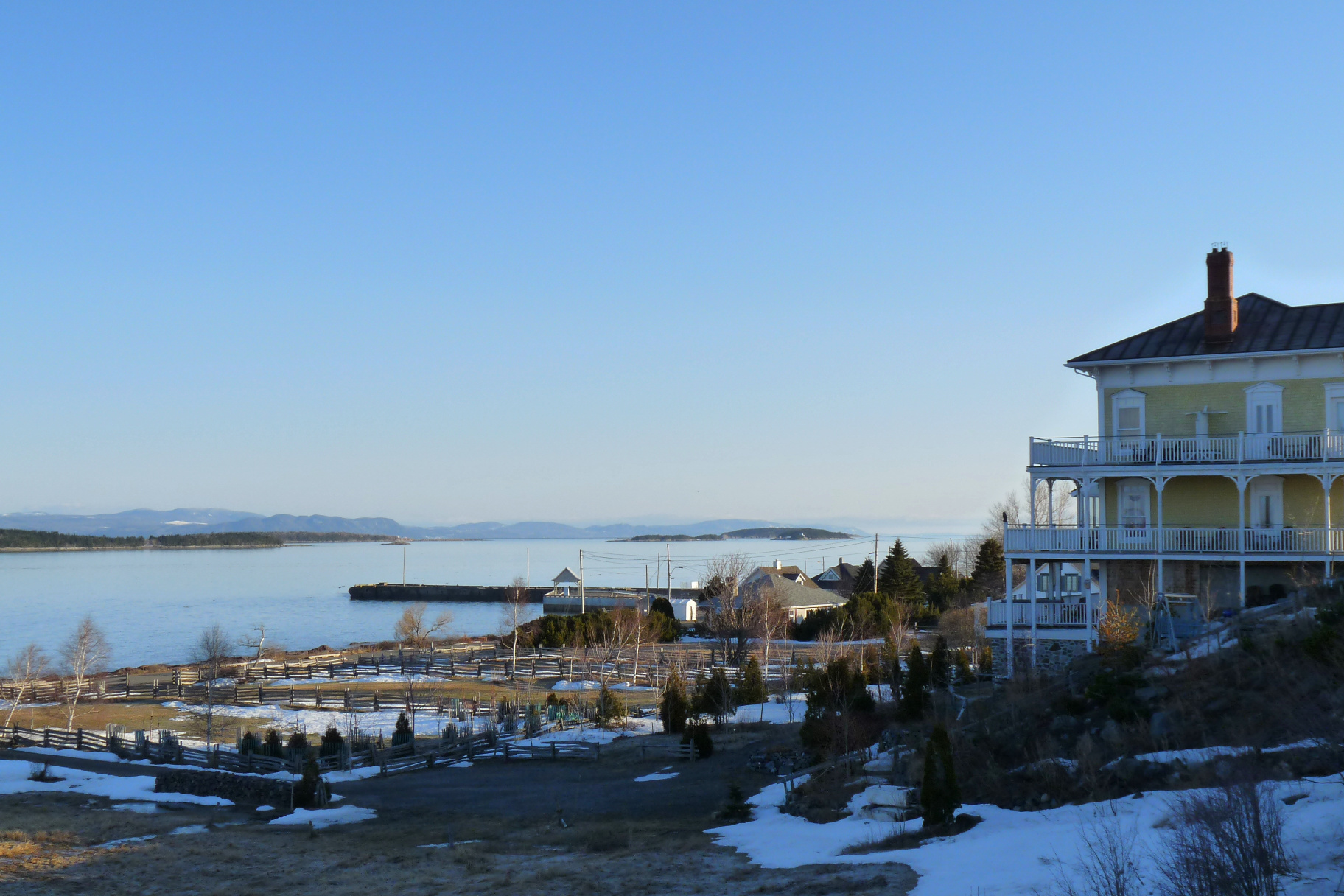
Vue du fleuve Saint-Laurent à la hauteur de Kamouraska.
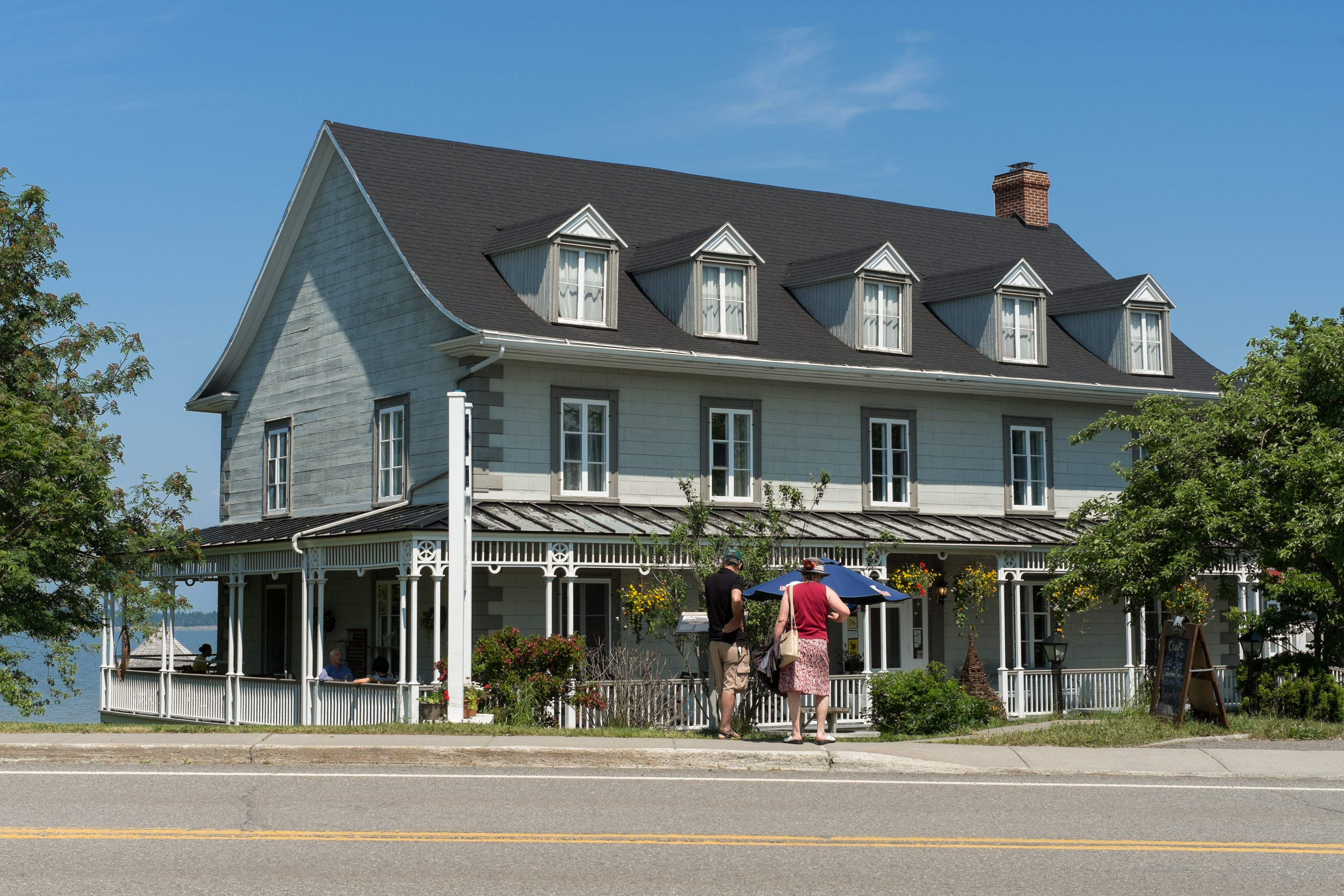
Presbytère de Kamouraska.
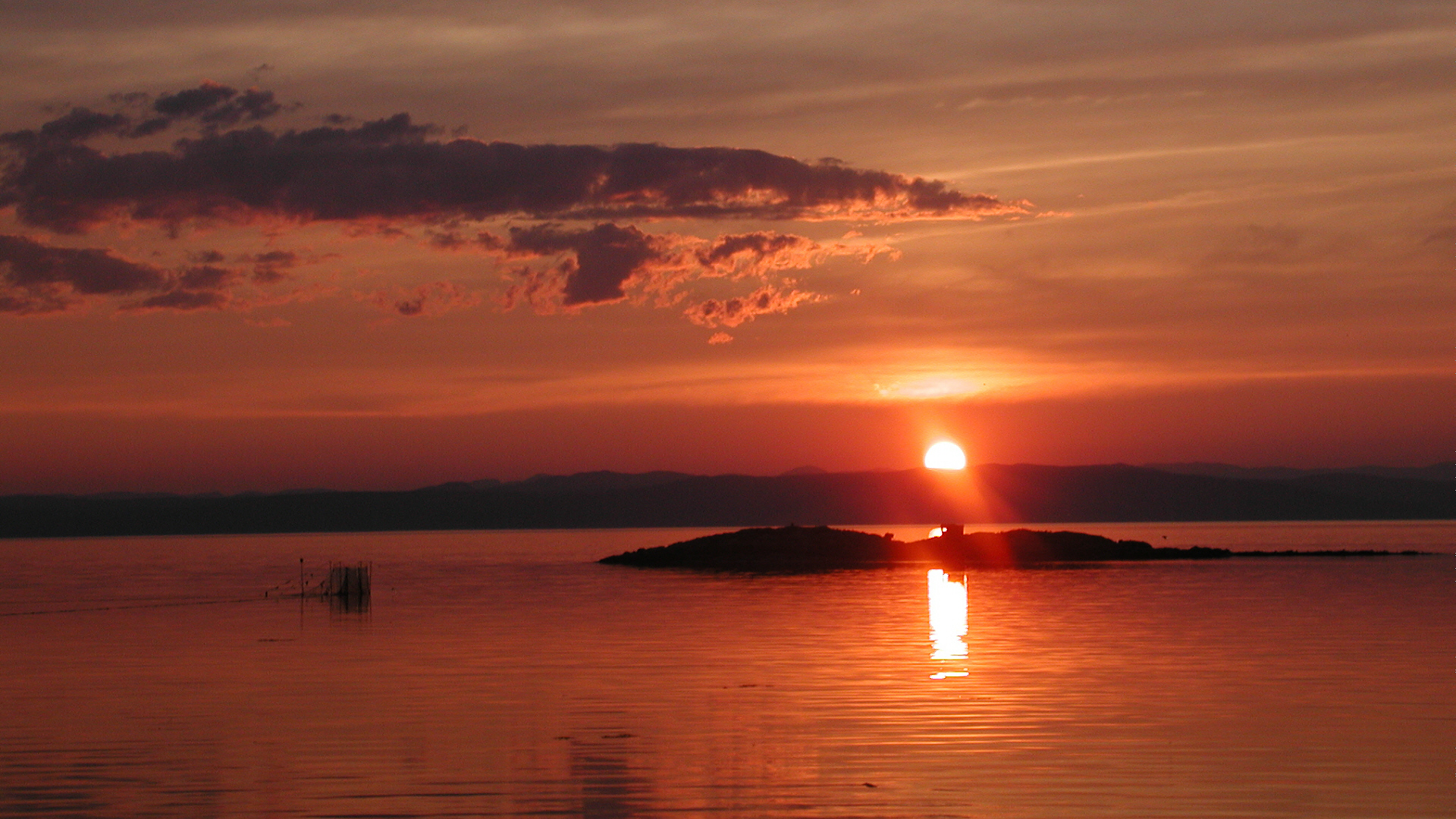
Coucher de soleil à Kamouraska.
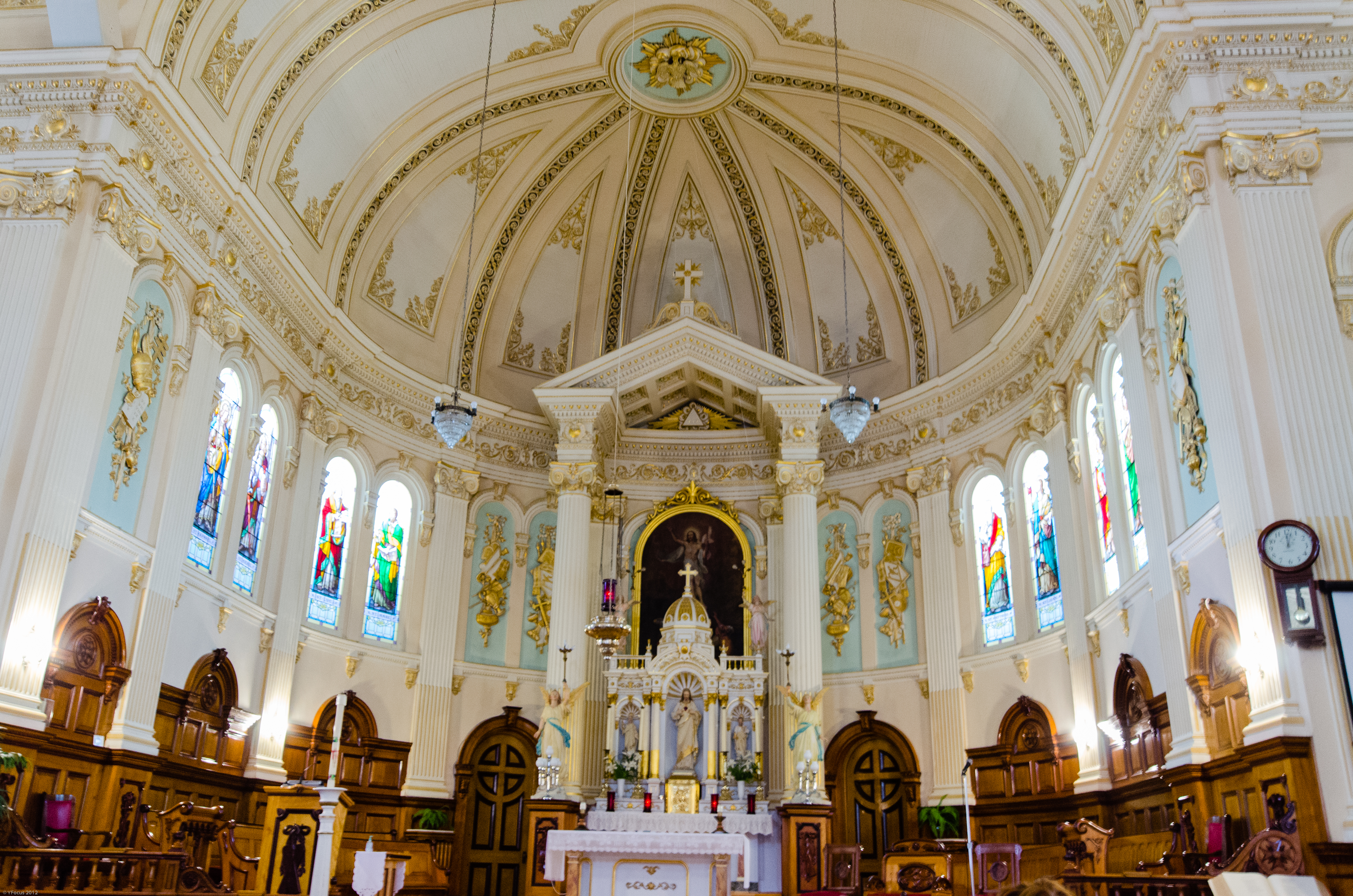
Intérieur de l'église Saint-Louis de Kamouraska.
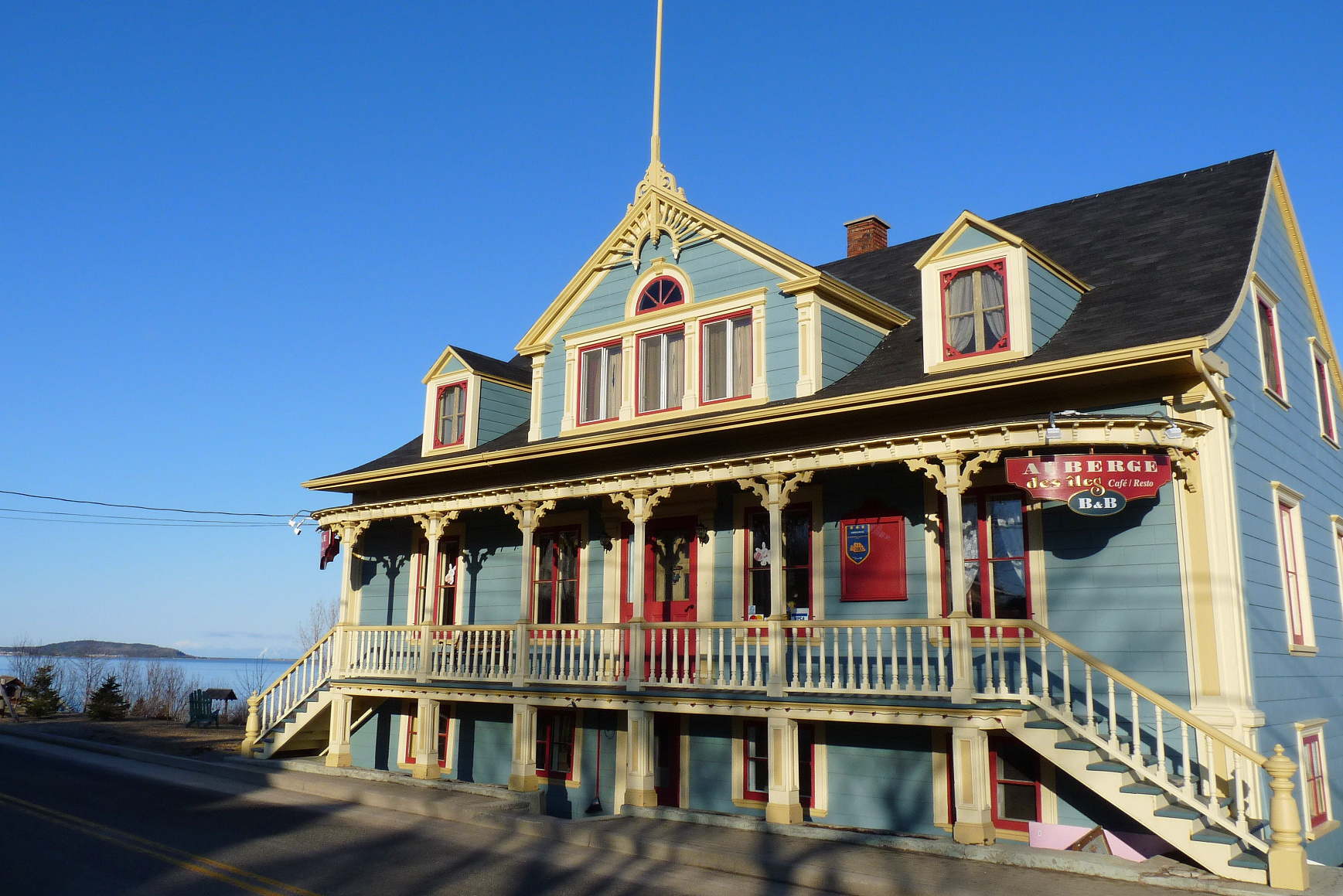
L'auberge des Îles sur la route 132.
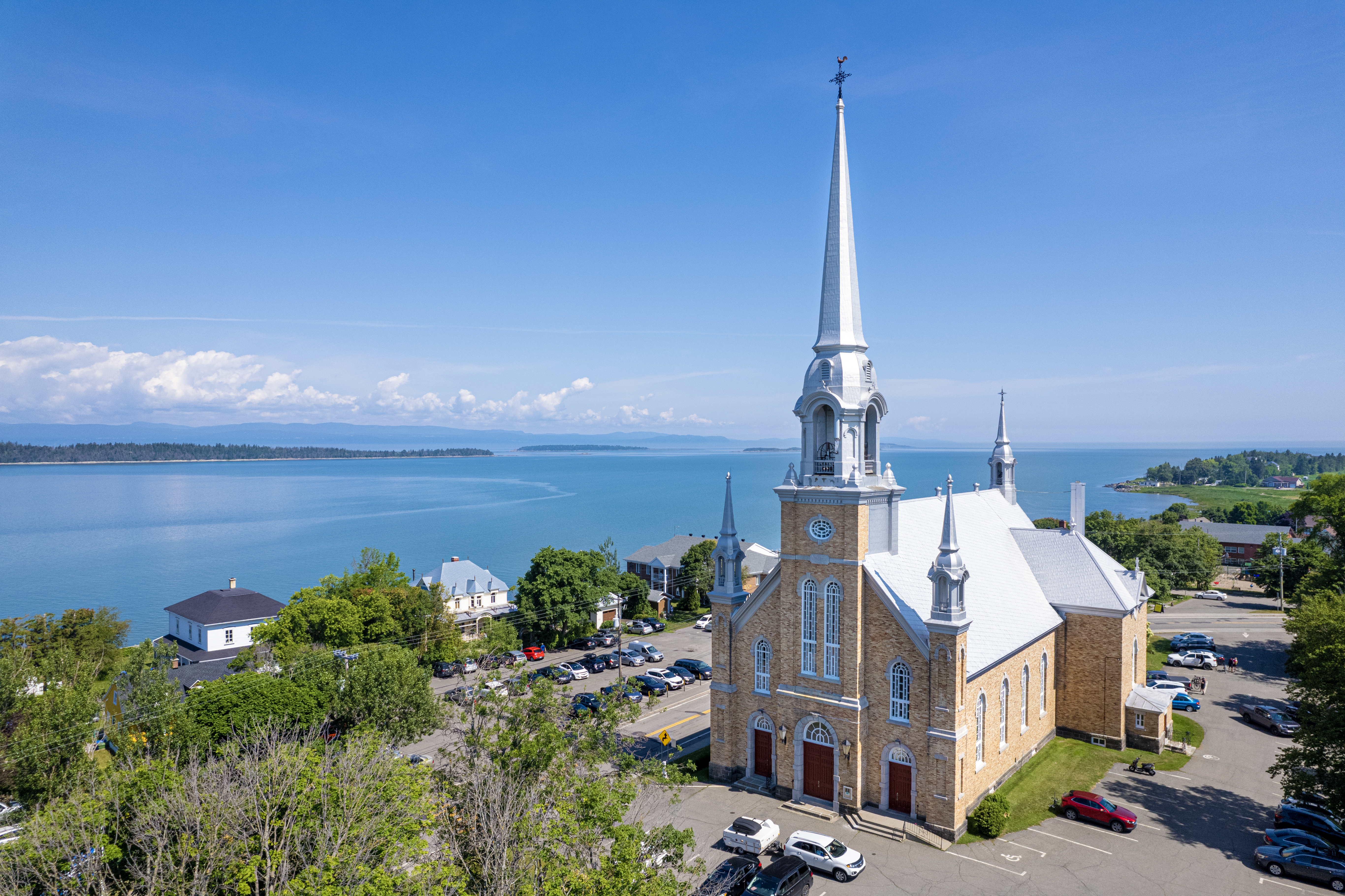
Église Saint-Louis-de-Kamouraska en 2023.
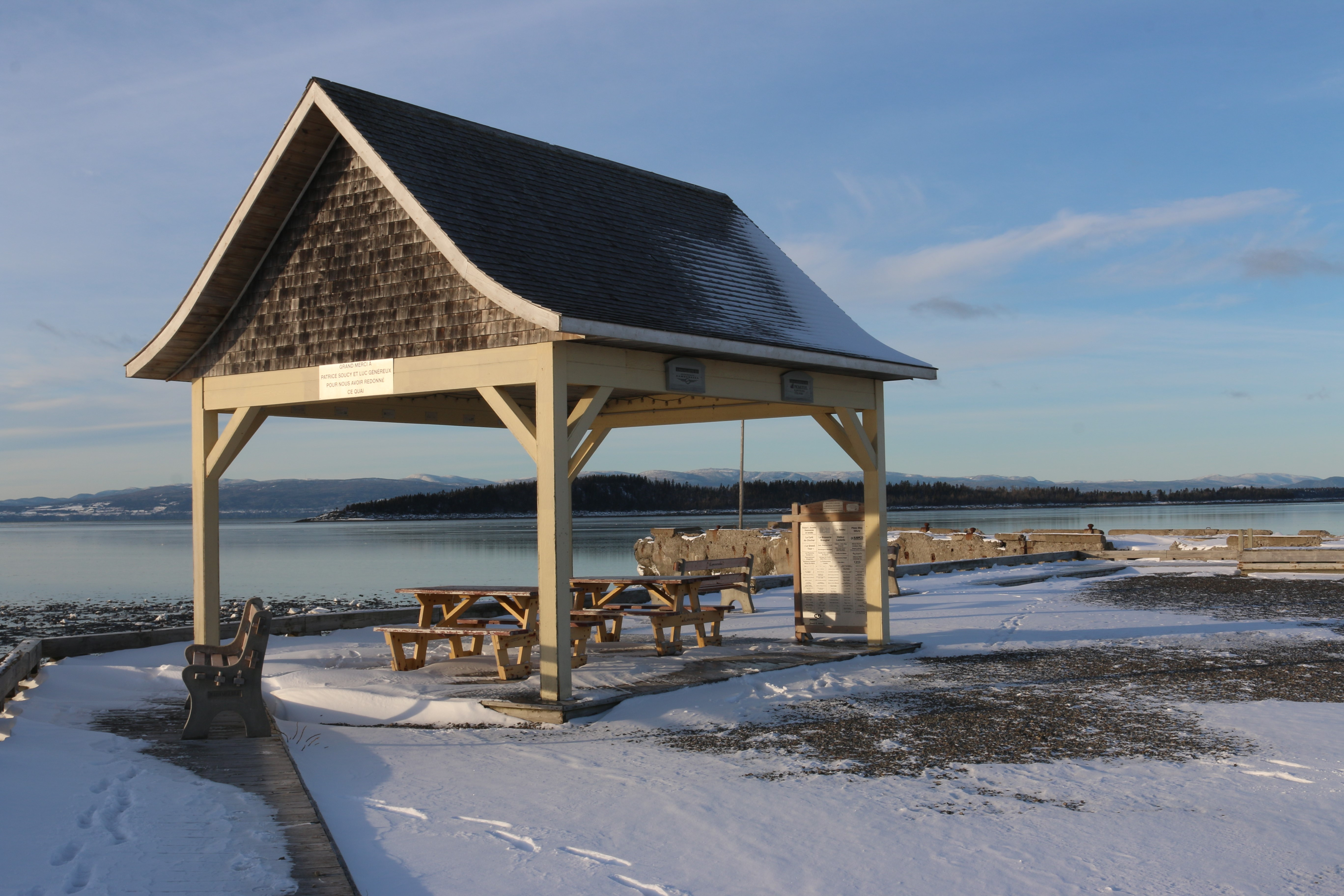
Quai Miller en décembre 2024